# 무라사메급 구축함 (1994년)
무라사메급 호위함(むらさめ型護衛艦 무라사메가타 고에이칸[*], 영어: Murasame-class destroyer)은 해상자위대의 구축함이다.

## 동급 함정
| 함번   | 함명        | 용골설치         | 진수식           | 취역식          | 기항     |
| ------ | ----------- | ---------------- | ---------------- | --------------- | -------- |
| DD-101 | JS 무라사메 | 1993년 8월 18일  | 1994년 8월 23일  | 1996년 3월 12일 | 요코스카 |
| DD-102 | JS 하루사메 | 1994년 8월 11일  | 1995년 10월 16일 | 1997년 3월 24일 | 요코스카 |
| DD-103 | JS 유다치   | 1996년 3월 18일  | 1997년 8월 19일  | 1999년 3월 4일  | 사세보   |
| DD-104 | JS 기리사메 | 1996년 4월 3일   | 1997년 8월 21일  | 1999년 3월 18일 | 사세보   |
| DD-105 | JS 이나즈마 | 1997년 5월 8일   | 1998년 9월 9일   | 2000년 3월 15일 | 구레     |
| DD-106 | JS 사미다레 | 1997년 9월 11일  | 1998년 9월 24일  | 2000년 3월 21일 | 구레     |
| DD-107 | JS 이카즈치 | 1998년 2월 25일  | 1999년 6월 24일  | 2001년 3월 14일 | 요코스카 |
| DD-108 | JS 아케보노 | 1999년 10월 29일 | 2000년 9월 25일  | 2002년 3월 19일 | 구레     |
| DD-109 | JS 아리아케 | 1999년 5월 18일  | 2000년 10월 16일 | 2002년 3월 6일  | 사세보   |

## 소말리아 파병
일본 의회는 "해적행위 처벌 및 해적행위 대처에 관한 법률안"을 통과시켰으며, 한국이 DDH-976 문무대왕을 파견한 다음날인 2009년 3월 14일, 히로시마현 구레 기지의 해상자위대 제8호위대 소속의 DD-106 사미다레, DD-113 사자나미 2척의 호위함을 소말리아에 파병하였다.

## 같이 보기
- 타카나미급 호위함 - 무라사메의 개량형이다.
- 아키즈키급 호위함 - 일본 자체 개발 이지스함이다.